# لوپینو لین
لوپینو لین (انگلیسی: Lupino Lane؛ ‏ ۱۶ ژوئن ۱۸۹۲ – ۱۰ نوامبر ۱۹۵۹) بازیگر اهل کشور بریتانیا بود. او از اعضای خانوادهٔ مشهور لوپینو بود.
از فیلم‌هایی که وی در آن نقش داشته است می‌توان به زندگی شخصی او، جوانک مبارز، بخت ابله، نمایش نمایش‌ها، جلوه عشق و بابات کیه؟ اشاره کرد.